# ۲۸۴ (پیش از میلاد)
۲۸۴ (پیش از میلاد) ۲۸۴مین سال قبل از تقویم میلادی است.